# Stuart Warren
Stuart G. Warren (* 24. Dezember 1938; † 22. März 2020) war ein britischer Chemiker (Organische Chemie) und Hochschullehrer an der Universität Cambridge.

## Leben
Warren besuchte die Cheadle Hulme School in Cheshire. Er studierte am Trinity College der Universität Cambridge Chemie. Seine Promotion erfolgte bei Malcolm Clark. Anschließend war er als Post-Doktorand bei Frank Westheimer in Harvard. Danach war er Research Fellow am Trinity College in Cambridge und ab 1971 Teaching Fellow am Churchill College. Dort war er bis zur Emeritierung 2006 Lecturer.
Er ist für Lehrbücher der organischen Chemie bekannt und aus seiner Forschungsgruppe in Cambridge gingen viele Professoren der Organischen Chemie in Großbritannien hervor.

## Schriften
- Chemistry of the Carbonyl Group: A Programmed Approach to Organic Reaction Mechanisms, Wiley 1974
- Designing Organic Syntheses: A Programmed Introduction to the Synthon Approach, Wiley 1978
- mit Paul Wyatt: Workbook for Organic Synthesis: The Disconnection Approach, Wiley 2009
- mit Paul Wyatt: Organic Synthesis: Strategy and Control, Wiley, 2007
- mit Nick Greeves, Jonathan Clayden: Organic Chemistry, Oxford University Press,  2. Auflage 2012. ISBN 978-0-19-927029-3. (1. Auflage mit Peter Wothers)
  - Deutsche Übersetzung: Organische Chemie, Springer Spektrum 2013